# SV Juventus
SV Juventus – klub piłkarski z Bonaire. Regularnie występuje w Bonaire League.

## Osiągnięcia
- Mistrzostwo Bonaire League: 3

2005, 2008, 2009